# Karate Kid
 For alternative betydninger, se Karate Kid (flertydig). (Se også artikler, som begynder med Karate Kid)
The Karate Kid er en amerikansk kampsportsfilm fra 1984 instrueret af John G. Avildsen, produceret af Jerry Weintraub, og med manuskrip af Robert Mark Kamen. I hovedrollerne ses Ralph Macchio som Daniel LaRusso, titlens "Karate Kid", Pat Morita som hans lærer og mentor Mr. Myagi, og Elisabeth Shue som pigen han forelsker sig i. Det er en film om en "underhunds" transformation efter samme skabelon som succesfilmen Rocky fra 1976, som Avildsen også instruerede. The Karate Kid var en stor succes hos både anmeldere og publikum, og Morita vandt en Oscar for bedste mandlige birolle for rollen som Mr. Myagi.